# Paul Methuen, 3. Baron Methuen

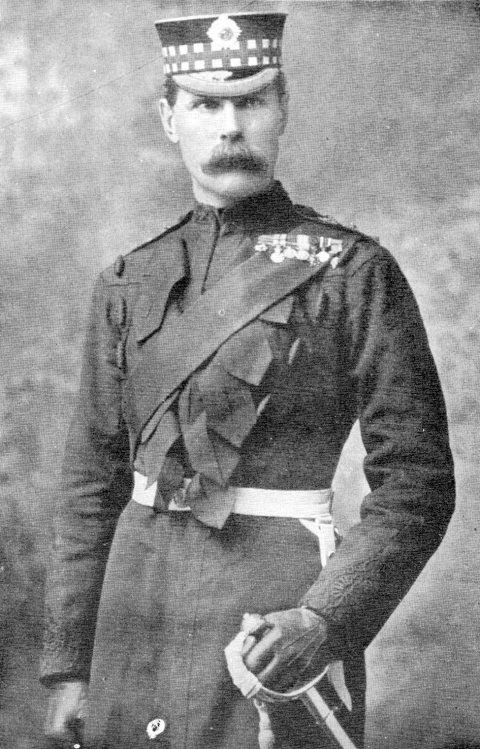
Paul Sanford Methuen, 3. Baron Methuen

Paul Sanford Methuen, 3. Baron Methuen, GCB, GCMG, GCVO (* 1. September 1845, Corsham Court, Wiltshire; † 30. Oktober 1932 ebenda) war ein britischer Adeliger und Offizier, der bis zum Feldmarschall aufstieg.

## Leben
Paul Sanford Methuen wurde auf Corsham Court, Wiltshire, als ältester von drei Söhnen von Frederick Henry Paul Methuen, 2. Baron Methuen, und seiner Frau Anna Horatia Caroline Sanford geboren. Er besuchte das Eton College. 
Methuen diente danach zwei Jahre bei der Royal Wiltshire Yeomanry, einer Einheit der britischen Territorialarmee, bevor er in die Scots Guards als Ensign eintrat. Keiner seiner Vorfahren, traditionell Politiker der Whigs, hatte bisher eine ernsthafte militärische Karriere verfolgt. Von 1864 bis 1871 war er Adjutant im 1. Bataillon. Bereits 1867, im Alter von 22 Jahren, erreichte er den Dienstgrad eines Captains. Als Beobachter im Deutsch-Französischen Krieg 1870/71 hatte er Gelegenheit, die militärischen Innovationen der damals führenden Militärmacht zu studieren, und setzte sich auch später dafür ein, die britische Armee in ähnlicher Weise zu reformieren.
Während des Aschanti-Krieges von 1873 bis 1874 diente er im Stab von Sir Garnet Wolseley und machte hier seine ersten eigenen Kriegserfahrungen. 1876 wurde er zum Lieutenant-Colonel befördert. Er durchlief verschiedene Truppen- und Stabsverwendungen. Von 1878 bis 1881 war er Militärattaché in Berlin, von 1881 bis 1884 assistierender Adjutant und Generalquartiermeister im Home District in London., 1882 war er, erneut unter Wolseley, Stabskommandant des Hauptquartiers und Pressezensor beim Feldzug in Ägypten und nahm dabei an der Schlacht von Tel-el-Kebir teil. Er wurde zum Brevet-Colonel befördert und nahm 1884 bis 1885 an der Expedition von Sir Charles Warren nach Betschuanaland teil, wo er die Methuen's Horse, ein Korps berittener Schützen, führte.
Von 1888 bis 1890 war er stellvertretender Generaladjutant in Südafrika und wurde 1888 zum Colonel befördert, im Mai desselben Jahres zum Major General. Von 1892 bis 1897 war er Kommandeur der Guards Brigade und Befehlshaber des Home District. Ab 1897 diente er als Pressezensor im Stab der Tirah-Expedition (im heutigen Grenzgebiet zwischen Pakistan und Afghanistan) und wurde 1898 zum Generalleutnant befördert.

### Südafrika

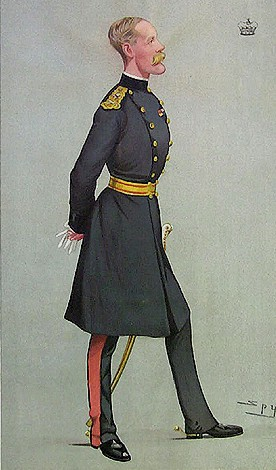
Leslie Ward: Paul Methuen

Bei Ausbruch des Zweiten Burenkriegs wurde Methuen das Kommando über die 1. Division in Sir Redvers Bullers Armeekorps übertragen. Er erreichte Südafrika Ende 1899 und vertrieb die Buren aus Belmont und Graspan. Am Modder River wurde er leicht verletzt. Während des Krieges erlitt er Niederlagen und erreichte Erfolge. Seine größte Niederlage war die Schlacht von Magersfontein während der „Schwarzen Woche“ im Dezember 1899, mit der für gewöhnlich sein Name verbunden wird. Am 7. März 1902 wurde er von Buren unter Koos de la Rey während der Schlacht von Tweebosch gefangen genommen. Er war der einzige britische General, der während des Krieges in Gefangenschaft geriet. Methuen wurde während der Schlacht verwundet und brach sich noch die Beine, als sein Pferd auf ihn fiel. De la Rey entließ ihn wegen seiner schweren Verletzungen aus der Gefangenschaft und ließ ihn in ein Hospital nach Klerksdorp bringen. Dieser Zwischenfall begründete angeblich eine lebenslange Freundschaft zwischen Methuen und de la Rey.
Trotz dieser Rückschläge wurde Methuen weiterhin als fähiger Offizier geschätzt, ihm wurde mehr Verantwortung übertragen. Er wurde 1904 zum Colonel of the Regiment der Scots Guards ernannt und erhielt im Juni 1904 das Kommando über das IV. Armeekorps, ab 1905 Eastern Command. 1908 wurde er zum Kommandierenden General in Südafrika ernannt. Auf diesem Dienstposten verblieb er bis 1912. Er war sowohl bei den eigenen Truppen, als auch bei den Buren populär und trug zur Verbesserung der Beziehungen zwischen Briten und Buren nach dem Krieg bei. Vor der Gründung der Südafrikanischen Union 1910 war er noch kurz Gouverneur und Oberbefehlshaber in Natal, 1911 wurde er zum Feldmarschall befördert.
Im Allgemeinen wird der Beitrag Methuens zur Verbesserung der britisch-burischen Beziehungen positiv bewertet. Doch sowohl Methuen als auch die britische Armee insgesamt waren auf die moderne Kriegführung während der Burenkriege nicht vorbereitet. Seine eigentliche Leistung besteht darin, diese Mängel zu überwinden, die Buren zu besiegen und die britische Armee in das 20. Jahrhundert zu führen.

### Erster Weltkrieg
Bis 1914 trug er wesentlich zur Erhöhung des Ausbildungsstandes der British Expeditionary Force bei, erhielt aber kein eigenes Kommando mehr. Im Alter von 70 Jahren wurde Methuen 1915 zum Gouverneur und Oberbefehlshaber von Malta ernannt. Er verblieb auf diesem Posten bis zu seiner Pensionierung 1919 und kehrte anschließend nach Großbritannien zurück. Gegen Ende des Jahres 1919 wurde er zum Konstabler des Tower ernannt. Dieses Amt hatte er bis 1932 inne.

## Familie
Methuen war zweimal verheiratet, in erster Ehe mit Evelyn, der ältesten Tochter von Sir Frederick Hutchingson Hervey-Bathurst, 3. Baronet, of Clarendon Park, Wiltshire. Die Ehe wurde 1878 geschlossen, doch bereits ein Jahr später verstarb seine Frau. Methuen heiratete 1884 erneut, diesmal seine Cousine Mary Ethel, die zweite Tochter von William Ayshford Sanford. Aus der Ehe gingen zwei Söhne und drei Töchter hervor. 1891 erbte er von seinem Vater dessen Titel Baron Methuen. 
Methuen starb am 30. Oktober 1932 auf Corsham Court. Sein Sohn Paul Ayshford Methuen folgte ihm als Baron nach.